# حامات
حامات هي إحدى القرى اللبنانية من قرى قضاء البترون في محافظة الشمال. وهي ترتفع 287 على قمة راس الشقعة التاريخية.